# Chiesa di San Giovanni (Spezzano)
La chiesa di San Giovanni è un edificio religioso di Spezzano, frazione di Fiorano Modenese. È sede parrocchiale.

## Storia
La prima fonte storica che narra dell'esistenza di tale luogo di culto è un atto del 1203. 

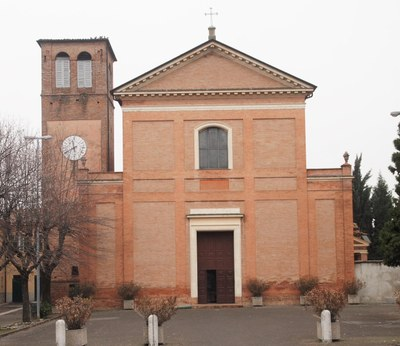
La facciata della chiesa di san Giovanni Evangelista di Spezzano

La chiesa in origine si trovava nell'antico borgo di Spezzano nei pressi del Castello e solo successivamente, nel 1572, venne riedificata oltre il  torrente Fossa, dove si trova attualmente. Venne poi ulteriormente riedificata negli anni tra il 1738 e il 1746, quando viene consacrata. A seguito di questo rifacimento, secondo gli inventari dell’epoca risultano sei altari: sulla navata di sinistra erano dedicati rispettivamente al Crocifisso, a san Giovanni Battista e a sant’Antonio da Padova; sul primo era collocata una scultura, nel secondo una tela con san Giovanni Battista nel deserto e sul terzo un quadro non reperito raffigurante sant’Antonio da Padova e sant’Agata. La presenza di tale santa, contitolare della parrocchia, deriva dal fatto che la chiesa di Spezzano assorbì nel 1347 il beneficio della cappella del Castello di Spezzano dedicata appunto a sant’Agata. Nella navata di destra gli altari erano invece dedicati alla Concezione di Maria, a san Francesco d’Assisi e al Rosario; sul primo vi era una tela non reperita con la Concezione, san Luigi Gonzaga e san Geminiano, sul secondo un dipinto con san Francesco, santa Lucia e sant'Apollonia, sul terzo una statua “vestita” in stucco della madonna del Rosario circondata da una tela con i Misteri e con un quadro, ora perduto,  rappresentante ancora la Beata Vergine con san Domenico e sant’Alano che serviva di serranda alla nicchia della cultura. L’altare maggiore è ricordato con un nuovo coro e con un quadro con la Madonna e san Giovanni. Nel corso del Novecento, però, la chiesa venne spogliata dei suoi altari.
L'attuale decorazione della facciata risale alla seconda metà dell'Ottocento. Al suo interno sono conservati dipinti di Francesco Vellani (1688–1768) e Carlo Rizzi (1685-1759).
La chiesa è a tre navate. L’altare maggiore è in marmo; alla sua destra ci sono gli altari di santa Rita e del Sacro Cuore, mentre a sinistra quelli della Madonna del Rosario e un altro con l’immagine in ceramica di Papa Giovanni XXIII. A sinistra della chiesa sorge il battistero in marmo costruito nel 1950.
Il soffitto della chiesa è a volta e decorato sobriamente. Nel coro si trova l’organo della chiesa, mentre nell’abside è inserito un quadro raffigurante san Giovanni Evangelista.

## Il campanile
L’attuale campanile della chiesa è stato innalzato nel 1747, mentre la guglia è stata completata solo nel 1954. Di forma rettangolare, si trova alla sinistra della chiesa guardando la facciata.
La campana “maggiore” porta impresse le immagini della Madonna del Rosario, di san Giovanni Evangelista, di san Rocco e del Crocefisso. La campana “mezzana” porta le immagini di san Luigi, di sant’Antonio da Padova, di Cristo Re, dell’Immacolata e di san Geminiano. La campana “mezzanella” ha le immagini di san Francesco d’Assisi, di san Michele Arcangelo e di santa Caterina da Siena. La campana “piccola” reca infine le immagini di san Giovanni Evangelista, di sant’Agata e del Sacro Cuore.

## Il monumento funebre a Ciro Menotti

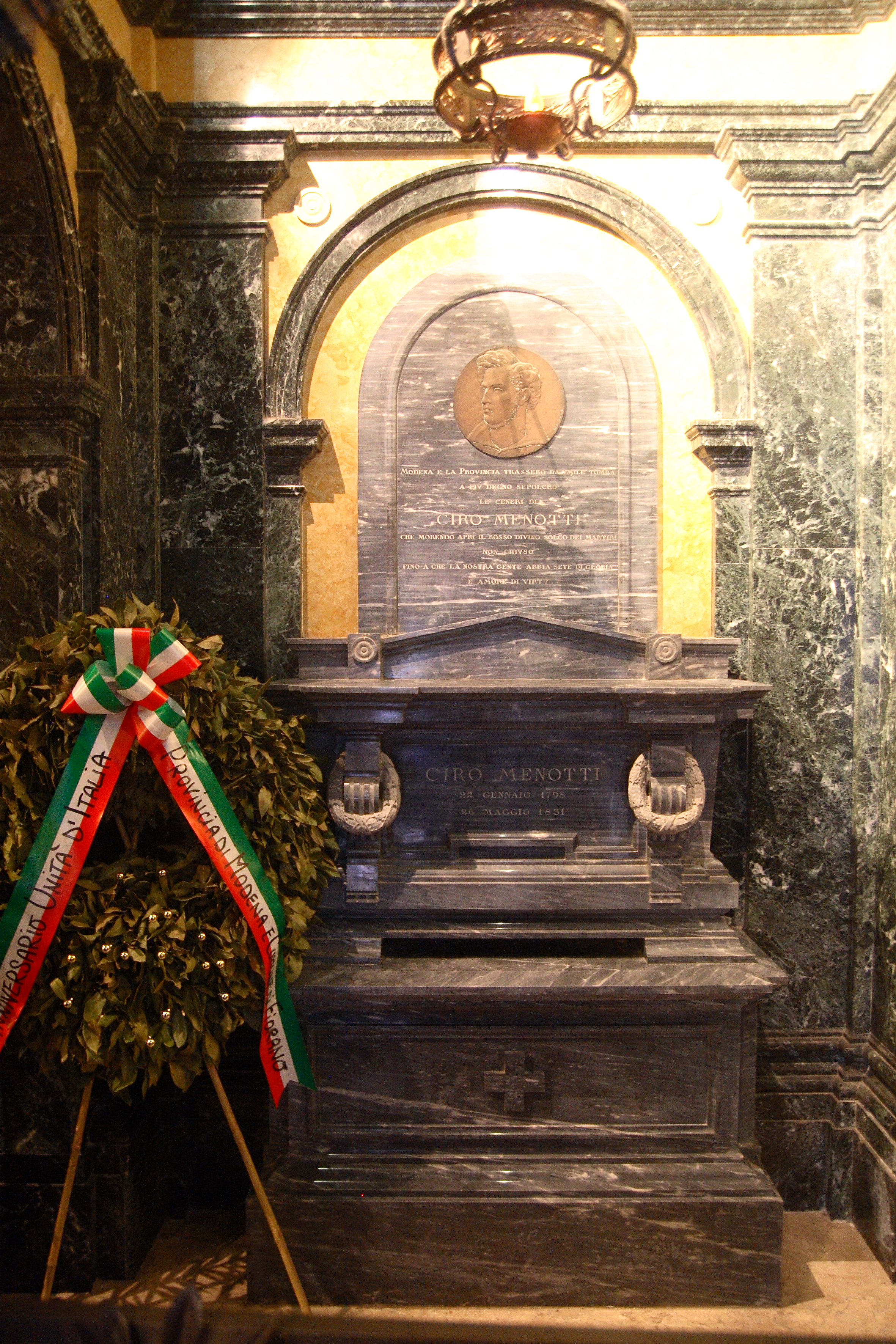
Il monumento funebre a Ciro Menotti

Il monumento funerario al patriota risorgimentale Ciro Menotti, collocato nella prima “cappelletta” a destra della chiesa parrocchiale di Spezzano, fu concluso nel febbraio 1929.
Il progetto, elaborato dagli artisti modenesi Umberto Bisetti e Nazzaro Lazzaretti, risultò vincitore del concorso indetto dal Comitato per “il Monumento Funerario a Ciro Menotti” poiché gli autori avevano curato “tutto l’insieme della cappella dando a questa un organismo architettonico armonioso” e l’esecuzione dell’opera fu “una felice soluzione di adattamento architettonico ad un piccolissimo ambiente, come quello che era a disposizione degli esecutori. I marmi sono di ottima scelta e di buona cava, lavorati a regola d’arte, omogenei di tinta, di effetto cromatico riuscitissimo, ben disposti nelle lavorazioni lucide e greggie.”
La cappella fu realizzata in stile rinascimentale: quattro pareti rivestite di marmi e sopra le trabeazioni gli stemmi dei comuni di Carpi, Modena e Fiorano, i luoghi dove Ciro Menotti, rispettivamente, nacque, visse, morì e riposa.
Nella parete principale della cappella, si trova il sarcofago, con le date della nascita e morte, 23 Gennaio (data errata) 1798-26 Maggio 1831, sormontato da un medaglione in bronzo con l’effigie di Ciro Menotti, opera dello scultore modenese Ivo Soli, e dall’epigrafe: Modena e la provincia trassero da umile tomba a più degno sepolcro / le Ceneri di / CIRO MENOTTI / che morendo aprì il rosso divino solco dei martiri non chiuso / fino a che la nostra gente abbia sete di gloria e amore di virtù.
La cappella é illuminata da una lampada votiva in rame sbalzato sorretta da”serpentelli” di ferro battuto, opera di Adamo Pedrazzi.
Accesso principale e laterale sono chiusi da due artistici cancelli in ferro battuto con i simboli “della gloria e del martirio”, realizzazione del fabbro modenese Aldo Morandi; alla ditta “Attilio Bretoni e figli” di Modena venne affidata la lavorazione dei marmi.
Sulla parete destra si ritrovano nomi e anni di nascita e morte dei familiari di Ciro Menotti: la moglie, nativa di Fiorano, Francesca Moreali (1792-1861) e i figli Polissena (1820-1860), Adolfo (1824-1888) e Massimiliano (1827-1889), commendatore, tenente generale e deputato al Parlamento nazionale. Achille Menotti il primogenito di Ciro, fu l’unico della famiglia che non venne sepolto a Spezzano, morto a Torino il 29 Giugno 1878 e lì tumulato.